# Кальярі (футбольний клуб)
Футбольний клуб «Кальярі» (італ. Cagliari Calcio) — італійський футбольний клуб з міста Кальярі, заснований у 1920 році. Виступає у першому дивізіоні  італійської футбольної першості (Серія A).

## Досягнення
Чемпіонат Італії з футболу:
- Чемпіон (1): 1969–70
- Віце-чемпіон (1): 1968–69

Кубок УЄФА:
- Півфіналіст (1): 1993/94

## Склад команди
Станом на 14 жовтня 2024
| №  | Поз. | Нац.    | Гравець                              |
| -- | ---- | ------- | ------------------------------------ |
| 1  | ВР   | Італія  | Джузеппе Чьочі                       |
| 3  | ЗХ   | Італія  | Томмазо Ауджелло                     |
| 6  | ЗХ   | Італія  | Себастьяно Луперто                   |
| 8  | ПЗ   | Франція | Мішель Адопо (в оренді з «Аталанти») |
| 9  | НП   | Перу    | Джанлука Лападула                    |
| 10 | ПЗ   | Італія  | Ніколас Віола                        |
| 14 | ПЗ   | Італія  | Алессандро Дейола                    |
| 16 | ПЗ   | Італія  | Маттео Праті                         |
| 18 | ПЗ   | Румунія | Резван Марін                         |
| 19 | ПЗ   | Італія  | Надір Зортея                         |
| 21 | ПЗ   | Чехія   | Якуб Янкто                           |
| 22 | ВР   | Італія  | Сімоне Скуффет                       |
| 23 | ЗХ   | Польща  | Матеуш В'єтеска                      |

| №  | Поз. | Нац.             | Гравець                      |
| -- | ---- | ---------------- | ---------------------------- |
| 24 | ЗХ   | Аргентина        | Хосе Луїс Паломіно           |
| 26 | ПЗ   | Колумбія         | Єррі Міна                    |
| 28 | ЗХ   | Італія           | Габріеле Дзаппа              |
| 29 | ПЗ   | Республіка Конго | Антуан Макумбу               |
| 30 | НП   | Італія           | Леонардо Паволетті (капітан) |
| 33 | ЗХ   | Словаччина       | Адам Оберт                   |
| 37 | ЗХ   | Бразилія         | Пауло Аззі                   |
| 70 | ПЗ   | Італія           | Джанлука Гаетано             |
| 71 | ВР   | Албанія          | Ален Шеррі                   |
| 77 | НП   | Ангола           | Зіту Лувумбу                 |
| 80 | НП   | Замбія           | Кінгстон Мутандва            |
| 91 | НП   | Італія           | Роберто Пікколі              |
| 97 | НП   | Італія           | Маттіа Фелічі                |